# Joseph Stromberg
Joseph R. Stromberg es un analista, investigador, docente y columnista estadounidense. Colaborador de numerosos volúmenes académicos, sus contribuciones en diferentes campos de la ciencia aparecen en revistas académicas y científicas, periódicos, libros, repositorios institucionales y columnas.

## Trayectoria
Stromberg obtuvo un Bachelor of Arts y una maestría en Artes en la Universidad Atlántica de Florida y completó otros estudios en la Universidad de Florida (1973-75). Además fue becario del Richard M. Weaver Fellow del Intercollegiate Studies Institute (ISI).
Stromberg es un político paleolibertario, columnista de Antiwar.com donde redactó y publicó más de 100 ensayos en la columna The Old Cause entre 1999 y 2003, también en First Principles Journal, Anamnesis Journal y Arator, editor de la publicación The Freeman de la Fundación para la Educación Económica (FEE) y el sitio web LewRockwell.com donde publicó más de 70 artículos. Es investigador en el Instituto Independiente, anteriormente ocupó la cátedra JoAnn B. Rothbard en historia del Instituto para la Economía Austriaca Ludwig von Mises, y fue colaborador del Center for Libertarian Studies (CLS). Sus artículos aparecen en varias revistas académicas y libertarias como Chronicles, Journal of Libertarian Studies (JLS), Reason, Telos, The American Conservative, The Independent Review: A Journal of Political Economy y  Libertarian Review, también en repositorios institucionales como PhilPapers, el periódico The Libertarian Forum, en el sitio web Freedom Daily y la revista The Individualist de la Sociedad Internacional para la Libertad Individual.
Sus intereses de investigación incluyen la secesión, orígenes de los estados e imperios, los recintos ingleses, el campesinado en la historia de los Estados Unidos, los no intervencionistas de la Vieja Derecha, política exterior de los Estados Unidos, la guerra contra el terrorismo, la historia de los antifederalistas y la Guerra civil. También ha dictado cursos universitarios en temas que comprenden las civilizaciones mundiales, historia de los Estados Unidos e historia de Florida. Stromberg acuñó el término libervencionismo para criticar a quienes como él se definen libertarios, suponiendo que filosóficamente defienden la no intervención del Estado en las vidas de sus ciudadanos, pero que contradictoriamente defienden la intervención militar, colonial o política en naciones extranjeras al igual que los neoconservadores.

### Contribuciones en colecciones de libros
- 1998: Secession, State, and Liberty. ISBN 9780765809438.[13]
- 1999: The Costs of War.[13]
- 2001: Reassessing the Presidency. ISBN 978-0945466291.[13]
- 2007: Opposing the Crusader State: Alternatives to Global Interventionism. ISBN 978-1598130157.[13]
- 2012: Markets Not Capitalism. ISBN 9781570272424.[13]